# Kiva
Pour les articles homonymes, voir Kiva (homonymie).
Ne doit pas être confondu avec Khiva.

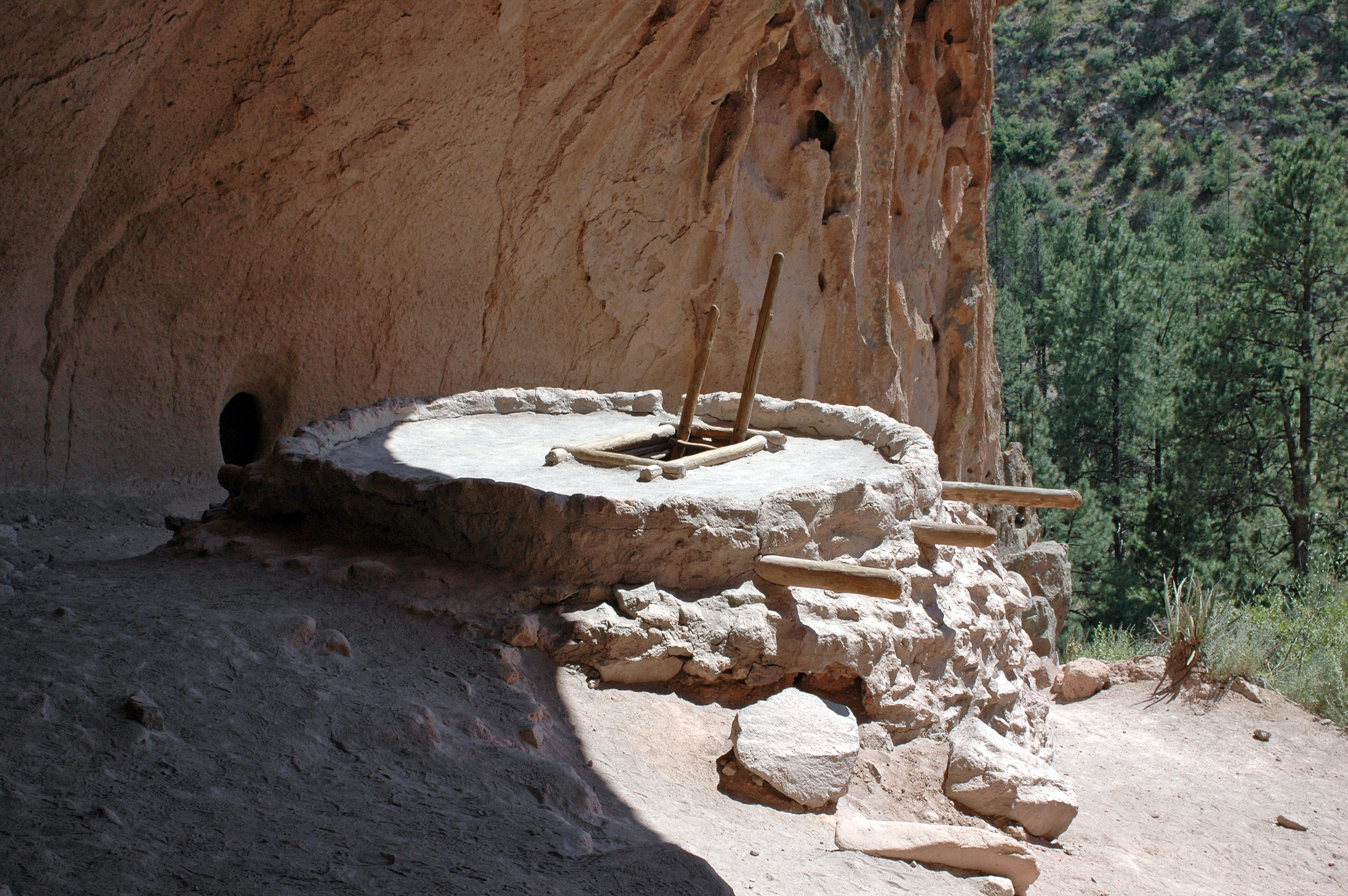
Kiva au Bandelier National Monument.

Une kiva (ou estufa) est une pièce, en général de plan circulaire et semi-enterrée, utilisée par les Pueblos pour des rituels religieux. Charles Fletcher Lummis lui préférait d'ailleurs le terme plus générique d'estufa (four) car le nom de kiva était utilisé par les seuls Moqui d'Arizona.

## Les kivas

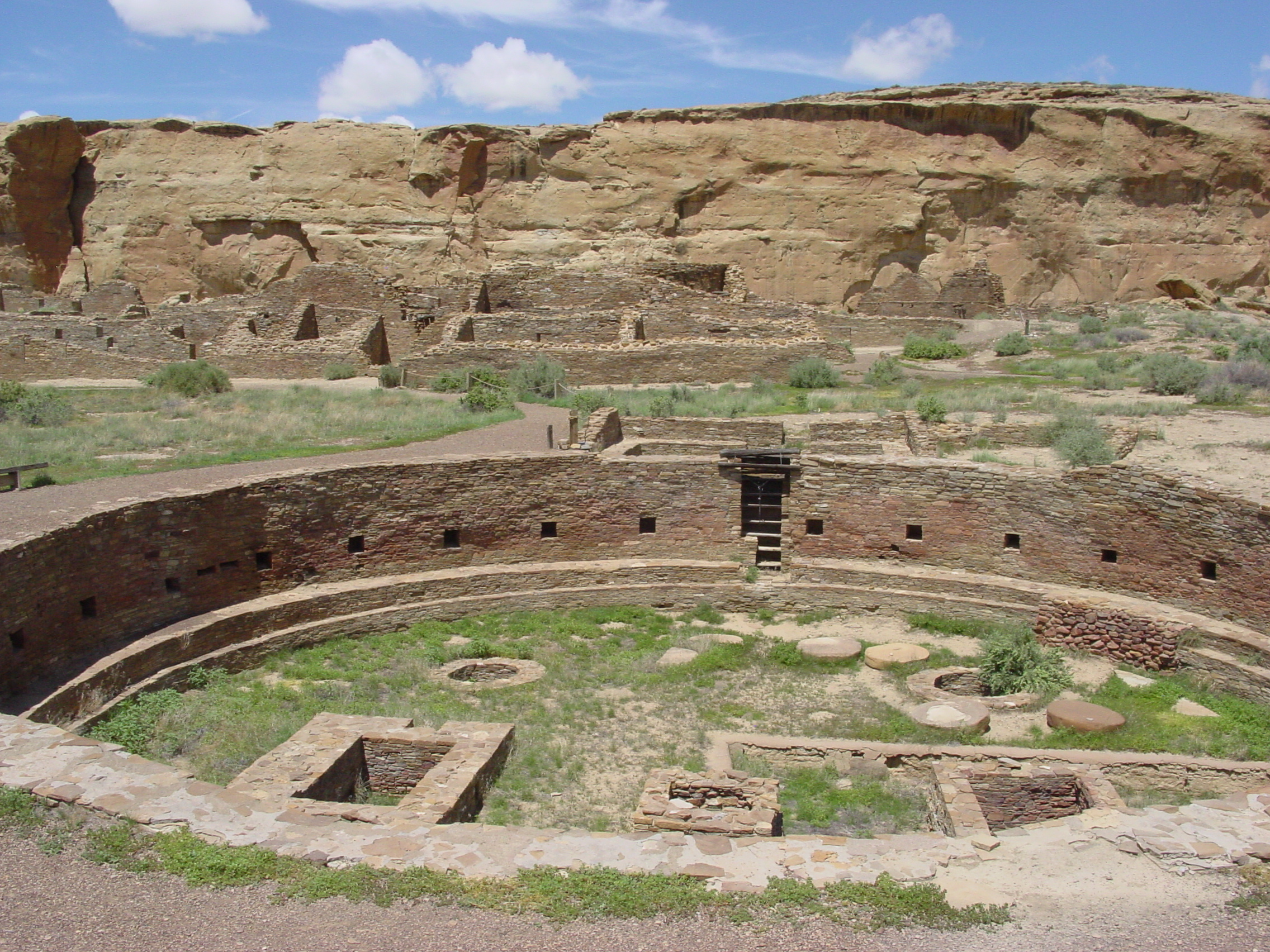
Grande kiva à Chaco Canyon.

La kiva est, dans la plupart des cas, une pièce ronde et enterrée. Pour les Hopis, y entrer, c'est changer de temps. Sur son sol, on trouve au centre de la pièce un petit trou bouché par une pièce de bois que l'on ouvre durant les rituels. Ce trou se nomme sipaapu comme le trou de l'émergence du Grand Canyon (un conduit mythique reliant le monde des hommes au monde « d'avant »). C'est au moyen du même terme que les Hopis désignent, de façon humoristique, mais pertinente, le sexe des femmes. Ouvrir le sipaapu, c'est communiquer avec ceux du dessous, ceux qui sont morts ou qui ne sont pas nés. C'est l'équivalent de xibalba des Mayas.
La kiva a aussi un trou dans le plafond, qui débouche donc sur le sol du village. La descente se fait par une échelle. À l'intérieur, les murs sont assimilés aux parois du monde, en même temps que les bancs représentent les maisons du village.
Les kivas servaient, et servent encore aux Pueblos (Hopi, Zuñi, Zia, Taos, etc.) de chambre de cérémonie mais aussi de retraite, de réunion, etc. Lorsque quelqu'un dans le village tombait malade, les Anasazis pratiquaient une cérémonie rituelle pour obtenir sa guérison. Ils priaient aussi pour qu'il pleuve, ou pour que la chasse et les récoltes soient bonnes.
Ces salles circulaires servaient également pour les réunions, pour stocker des marchandises ou pour tisser des toiles en coton (le climat de Mesa Verde ne permettait pas la culture du coton, ce qui indique que comme pour les poteries ou les bijoux, les Anasazis pratiquaient le troc). Très peu de kivas ont conservé leur toit, composé de poutres et d'argile. En général, les kivas avaient un très bon système d'aération. Quand on y faisait du feu, l'air frais descendait par un conduit situé dans un des murs et la fumée s'échappait par l'ouverture centrale du toit.
On trouve dans toutes les ruines Anasazis, ces curieux bâtiments qualifiés de kivas, toujours bien différenciés sur le plan formel : au centre et à l'est du territoire Anasazi, ils sont ronds, établis parfois en surface, d'autre fois enterrés. À l'ouest, ils sont rectangulaires. On en connaît de petits comme à Mesa Verde (quatre à cinq mètres de diamètre), mais aussi de très grands (jusqu'à 20 mètres). Tous les villages en comptaient plusieurs ; jusqu'à 37 à Pueblo Bonito.